# تشارلز غروس
تشارلز غروس (بالإنجليزية: Charles Gross)‏ هو ملحن أمريكي، ولد في 13 مايو 1934 في بوسطن في الولايات المتحدة.

## وصلات خارجية
- تشارلز غروس على موقع IMDb (الإنجليزية)
- تشارلز غروس على موقع ميوزك برينز (الإنجليزية)
- تشارلز غروس على موقع قاعدة بيانات برودواي على الإنترنت (الإنجليزية)
- تشارلز غروس على موقع ديسكوغز (الإنجليزية)
- تشارلز غروس على موقع قاعدة بيانات الفيلم (الإنجليزية)